# Josef Hattig

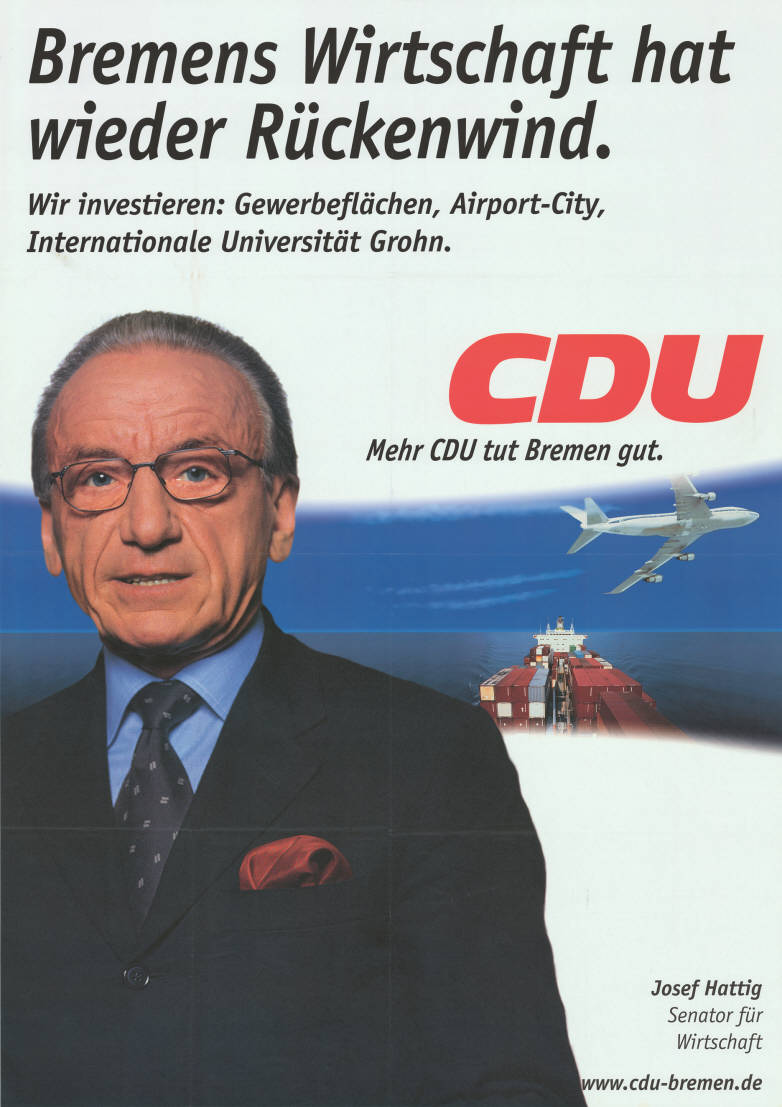
Kandidatenplakat zur Bürgerschaftswahl in Bremen 1995

Josef Hattig (* 3. Juni 1931 in Dortmund; † 31. Juli 2020 in Bremen) war ein deutscher Unternehmer und Politiker (CDU). Er war von 1990 bis 1993 Präsident des Deutschen Brauer-Bundes.

## Leben
Hattig entstammt einer Arbeiterfamilie. Nach einer kaufmännischen Ausbildung legte er auf dem Zweiten Bildungsweg sein Abitur ab. Anschließend studierte er Rechts- und Staatswissenschaften und bestand 1963 das Zweite Juristische Staatsexamen. Er wechselte zunächst kurzzeitig in die Privatwirtschaft, war dann 1965/66 als Assessor im Justizdienst und anschließend in der Getränkeindustrie (vor allem bei der Brauerei Beck & Co.) tätig, wo er Karriere machte. Von 1992 bis 1997 war er Präses der bremischen Handelskammer.
Hattig trat 1987 in die CDU ein und übernahm 1997 im Senat Scherf I das Amt des Bremer Wirtschaftssenators, das er bis 2003 innehatte. Von 1996 bis 2006 war er Aufsichtsratsvorsitzender der Deutschen Post AG als Nachfolger von Helmut Sihler. Anschließend war er bis 2012 Aufsichtsratsvorsitzender der Bremer Lagerhaus-Gesellschaft – Aktiengesellschaft von 1877.
Josef Hattig war seit 1984 kaufmännisches Mitglied des Hauses Seefahrt.
Hattig starb nach langer Krankheit im Alter von 89 Jahren.